# Поле (фильм, 1990)
«По́ле» (англ. The Field; 1990) — ирландская драма режиссёра Джима Шеридана. Фильм основан на одноимённой пьесе Джона Кина. Главные роли исполнили Ричард Харрис, Шон Бин и Джон Хёрт.

## Сюжет
Ирландский фермер-арендатор (Ричард Харрис) может потерять землю, на которой его семья работала много лет, когда её выставляют на аукцион. Землю хочет купить американец (Том Беренджер). Вся сила фильма сосредоточена в игре Харриса в роли свирепого и мощного патриарха семьи. Хотя он всего лишь арендует землю, войну за свои зелёные пастбища он ведёт яростно, как будто борется за собственную жизнь.
Семья МакКэйба, «мужика от сохи», трудится на ферме из поколения в поколение, возрождая безжизненное поле тяжким трудом. И когда вдова, — собственник этого поля (Фрэнсис Томелти), решает продать его с аукциона, МакКэйб точно знает, что должен завладеть им. Но он не один «положил глаз» на этот клочок земли — американец хочет приобрести поле, чтобы проложить здесь дорогу.

## В ролях
- Ричард Харрис — «Бык» МакКэйб
- Шон Бин — Тэд МакКэйб
- Фрэнсис Томелти — вдова
- Бренда Фрикер — Мэгги МакКэйб
- Джон Хёрт — Бёрд О’Доннелл
- Том Беренджер — Питер — Американец
- Брендан Глисон — рабочий карьера
- Ноэл О’Донован — Томас
- Джон Коули — Флэнаган
- Дженни Конрой — Кэти — девушка-сапожница
- Шон МакГинли — Отец Крис Доран

## Критика
«Поле» получил смешанные отзывы критиков. В целом о фильме говорили положительно, несмотря на полный коммерческий провал и попытки перекрыть свои расходы. Однако Ричард Харрис номинировался сразу на «Оскар» и «Золотой глобус» за свою актёрскую работу.